# Village (États-Unis)
Pour les articles homonymes, voir Village (homonymie).

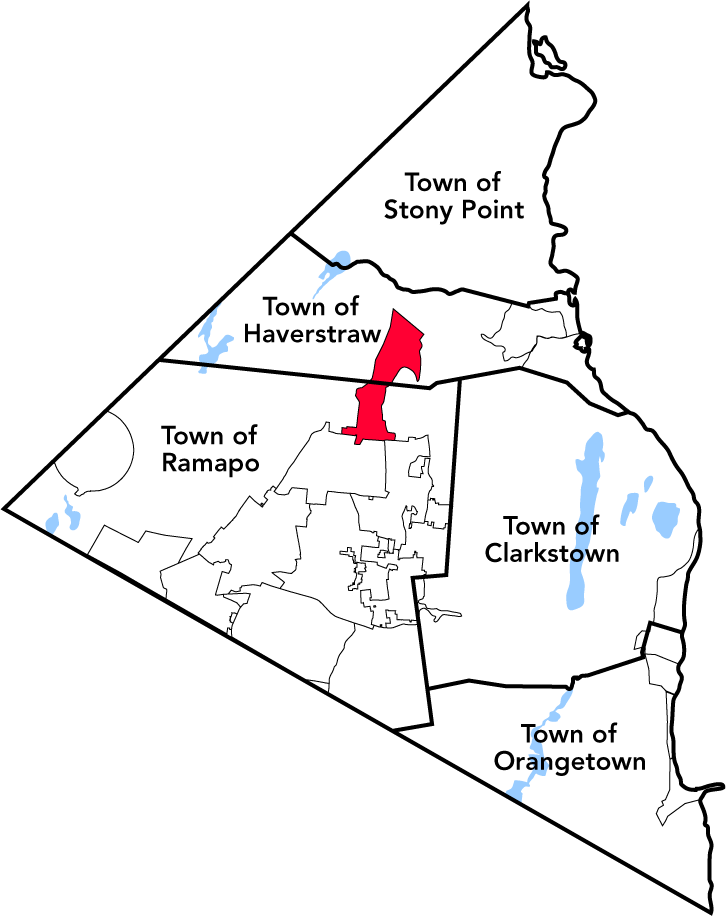
Le village de Pomona dans l'État de New York, en rouge, est à cheval sur les villes de Ramapo et Haverstraw. L'État de New York compte 553 villages.

Un village (en anglais : village), aux États-Unis, a une signification diverse selon la zone géographique et la juridiction. Dans de nombreux cas, le village est un terme, parfois informel, correspondant à une division administrative au niveau du gouvernement local. Depuis que le dixième amendement de la Constitution des États-Unis interdit au gouvernement fédéral de légiférer au niveau local, les États sont libres d'avoir, ou pas, des subdivisions politiques appelées villages et de les définir de différentes façons. De manière générale, un village est un type de municipalité bien qu'il puisse également être un district spécial ou une communauté non constituée en municipalité. Il peut ou non être reconnu à des fins gouvernementales.

## Usage informel
Dans un usage informel, un village américain peut être simplement un regroupement de personnes, relativement peu homogène, sans existence juridique formelle. Dans les colonies de Nouvelle-Angleterre, un village se formait en général autour des lieux de culte situés au centre de chaque ville (en).
Beaucoup de ces colonies existent toujours en tant que centres urbains. Lors de la révolution industrielle, des villages industriels se sont aussi développés autour de moulins, de mines et d' usines. Étant donné que la plupart des villages de la Nouvelle-Angleterre étaient contenus dans les limites des villes, de nombreux villages de ce type n'ont jamais été incorporés séparément en tant que municipalités.
Une communauté non constituée en municipalité, relativement petite, similaire à un hameau dans l'État de New York, ou même une communauté relativement petite au sein d'une ville, peuvent être qualifiées de village. Cette utilisation informelle peut même être trouvée dans les États qui ont des villages considérés comme des municipalités incorporées et similaires aux villes non incorporées dans les États ayant des gouvernements locaux.

## Usage formel
Les États qui reconnaissent formellement les villages varient considérablement dans la définition du terme. Le plus souvent, un village est un district spécial ou une municipalité. En tant que municipalité, un village peut :
- différer d'une cité ou d'une ville, au regard de la population ;
- différer d'une cité ou d'une ville, au regard de la dépendance à l'égard d'un canton civil, ou
- être pratiquement équivalent à une cité ou une ville.

### Alaska
Conformément à l'article 10, section 2 de la Constitution de l'Alaska (en), mais aussi à la loi promulguée en vertu de cette Constitution, l'Alaska ne reconnaît légalement, en tant qu'entités municipales, que les cités et les boroughs .
En Alaska, village est un terme familier utilisé pour désigner les petites communautés, qui sont principalement situées dans les zones rurales de l'État, appelées the Bush, souvent éloignées du réseau routier nord-américain. Beaucoup de ces communautés sont peuplées principalement par les autochtones d'Alaska et sont reconnues par le gouvernement fédéral en tant que villages en vertu de l'Indian Reorganization Act et/ou l'Alaska Native Claims Settlement Act (en), loi sur le règlement des revendications des autochtones de l'Alaska.
Comme les membres votants à la ligue municipale d'Alaska sont sur un pied d'égalité, quelle que soit la population, la plupart des villages sont incorporés en tant que cités de deuxième classe. Dans l'usage courant, cependant, ces communautés sont plus souvent considérées comme des villages que comme des cités.

### Caroline du Nord
Les municipalités en Caroline du Nord sont des cités, des villes et des villages. Il n'y a pas de différence significative au niveau pouvoir ou statut juridique.

### Connecticut
Dans le Connecticut, les districts villageois sont des organismes subordonnés aux gouvernements municipaux plutôt que des municipalités à part entière.

### Delaware
Les municipalités du Delaware sont des cités, des villes ou des villages. Il n'y a pas de différences entre elles, qui affecteraient leur classification au niveau du recensement.

### Floride
Les municipalités de Floride sont des cités, des villes ou des villages. Elles ne sont pas différenciées dans le cadre du recensement.

### Idaho
Toutes les municipalités d'Idaho sont des cités, bien que les termes towns et villages soient parfois utilisés dans les statuts.

### Illinois
Dans l'Illinois, un village est un type de municipalité incorporée, tout comme les cités et es villes. Toutes les municipalités incorporées, peu importe leur type, sont indépendantes l'une de l'autre.
Les villages peuvent être créés par référendum, en vertu de la loi générale de l'État ou par une charte spéciale de l'État. Le conseil d'administration est composé de six administrateurs et d'un président du village, tous élus au scrutin plurinominal.

### Louisiane
Un village en Louisiane est une municipalité avec une population de 1 000 habitants ou moins.

### Maine
Dans le Maine, les corporations villageoises (en anglais : village corporations) ou corporations d'amélioration villageoises (en anglais : village improvement corporations) sont des districts spéciaux établis dans les villes à des fins limitées.

### Maryland
Au Maryland, une localité appelée Village of... peut être une ville incorporée ou un district fiscal spécial, comme le Village of Friendship Heights (en). La distinction s'applique également au niveau du pouvoir de police, qu'un village peut exercer.

### Michigan
Dans le Michigan, les villages diffèrent des villes en ce sens, alors que les villages font partie des cantons dans lesquels ils sont formés, réduisant ainsi leurs pouvoirs de gouvernance. Les cités et villes, elles, ne font pas partie des cantons. Pour cette raison, les gouvernements des villages sont tenus de partager certaines des responsabilités envers leurs résidents avec le canton.

### Minnesota
Dans le Minnesota, les villages qui existaient le 1er janvier 1974, sont devenus des cités statutaires, par opposition aux cités sous chartes. Les villes peuvent ou non exister au sein des townships,.

### Mississippi
Dans le Mississippi, un village est une municipalité de 100 à 299 habitants. Il ne peut plus y avoir de création de village.

### Missouri
Dans le Missouri, les municipalités sont des cités, des villes et des villages. Contrairement aux cités et villes, les villages n'ont aucune exigence de population minimale.

### Nebraska
Dans le Nebraska, un village est une municipalité de 100 à 800 habitants, tandis que la cité doit avoir au minimum 800 habitants. Dans les comtés ayant des cantons, tous les villages, mais aussi quelques cités, sont intégrées aux cantons. Une cité de deuxième classe (de 800 à 5 000 habitants) peut choisir de revenir au statut de village.

### New Hampshire
Dans le New Hampshire, un village district (quartier) ou une circonscription peut être organisée au sein d'une ville. Un tel district ou circonscription du village est un district spécial avec des pouvoirs limités.

### New Jersey
Un village, dans le contexte du gouvernement local du New Jersey, fait référence à l'un des cinq types et à l'une des onze formes de gouvernement municipal. Les villages du New Jersey sont équivalents à d'autres municipalités, tout comme les cités, les villes, les bourgs et les cantons.

### New York
Dans l'État de New York, un village est une zone incorporée qui diffère d'une cité, en ce sens qu'un village relève de la juridiction d'une ou plusieurs villes, alors qu'une ville est indépendante d'une cité. Les villages ont donc moins d'autonomie que les cités.
Un village est généralement situé dans une seule ville, mais pas toujours, comme le village de Pomona qui fait partie des villes de Ramapo et Haverstraw. Le village est une municipalité clairement définie qui fournit les services les plus proches des résidents, tels que la collecte des ordures, l'entretien des rues et des routes, l'éclairage public et les codes de l'urbanisme. Certains villages ont leur propre police et d'autres services optionnels. Les services municipaux non fournis par le village le sont par la ou les villes qui intègrent le village. Lors du recensement de 2000, il y avait 553 villages dans l'État de New York.
Il n'existe pas de limite à la population d'un village de New York : ainsi, le village d'Hempstead compte 55 000 habitants, ce qui fait qu'il est plus peuplé que certaines cités de l'État. Cependant, au niveau de la superficie, les villages de l’État ne peuvent dépasser 5 miles2, soit 13 km2.
La loi actuelle exige un minimum de 500 résidents pour que la communauté soit considérée en tant que village incorporé.

### Nouveau-Mexique
Les municipalités du Nouveau-Mexique sont des cités, des villes et des villages. Entre elles, il n'y a pas de différences qui affecteraient leur classification dans le cadre du recensement.

### Ohio
Dans l'Ohio, un village est une municipalité incorporée avec moins de 5 000 habitants, à l'exclusion des résidents des établissements scolaires et des établissements pénitentiaires,. La population minimale pour l'incorporation, en tant que village, est de 1 600 habitants, mais ce ne fut pas toujours le cas, ce qui a donné lieu à la création de nombreux petits villages. Si la population d'un village existant dépasse 5 000 habitants au recensement fédéral, ou si un village accueille plus de cinq mille électeurs inscrits, il est automatiquement requalifié en cité.
Les cités ou les villages peuvent se trouver dans les zones du canton, cependant, si une cité ou un village concurrence un canton, celui-ci cesse d'exister en tant que gouvernement distinct : il devient un paper township (en).

### Oklahoma
En Oklahoma, les communautés non constituées en municipalités sont appelées villages et ne sont pas comptées comme des gouvernements.

### Oregon
Dans l'Oregon, les gouvernements municipaux sont les cités, les villes et les villages, même s'il n'y a aucune importance quant à leurs pouvoirs ou leur statut juridique. De plus, un comté, celui de Clackamas, permet l'organisation de zones non constituées dans des villages et des hameaux. Les assemblées délibérantes de ces entités sont consultatives au niveau du comté.

### Texas
Au Texas, les villages peuvent être des municipalités de type B ou C, mais pas des municipalités de type A. Les types diffèrent, au regard de la population et au regard des formes de gouvernement qu'ils peuvent adopter.

### Vermont
Dans le Vermont, les villages sont des communautés nommées situées à l'intérieur des limites d'une cité, contrairement aux cités. Les villages peuvent être incorporés ou non.

### Virginie-Occidentale
En Virginie-Occidentale, les villes et les villages sont des municipalités de classe IV, avec 2 000 habitants ou moins.

### Wisconsin
Dans le Wisconsin, les cités et les villages sont tous à l'extérieur des civil townships, appelés towns. Les cités et les villages diffèrent en fonction de leur population et de la densité de population nécessaires pour être incorporées.